# Молотоглав
Молотогла́в, или теневая птица (лат. Scopus umbretta) — птица из отряда пеликанообразных, выделяемая в отдельное семейство.

## Систематика
Хотя молотоглав традиционно причисляется к аистообразным, а именно считается родственником аистовых и цаплевых, его классификация не является бесспорной. Некоторые относят его к ржанкообразным или даже ставят его в самостоятельный отряд.

## Внешний вид
Своим названием молотоглав обязан форме своей головы, которая из-за острого клюва и широкого хохла, устремлённого назад, напоминает молот. Оба пола выглядят одинаково и имеют коричневатое оперение.

## Ареал
Молотоглавы живут в Африке, от Сьерра-Леоне и Судана до юга континента, а также на Мадагаскаре и Аравийском полуострове. Время от времени он встречается вблизи поселений и иногда даже позволяет себя гладить или кормить.

## Питание и поведение
Пищу молотоглавы ищут в ночное время, охотясь при этом на мелких рыбёшек, насекомых или земноводных, которых они вспугивают своими ногами. У молотоглавов имеются определённые деревья, на которых они обычно отдыхают. При поиске партнёра они исполняют своеобразные танцы, во время которых издают свистящие звуки и подпрыгивают в воздух. Их гнёзда очень большие (1,5 м в диаметре) и имеют внутреннее пространство с труднодоступным входом. Гнездо всегда строится парой молотоглавов, и на его создание уходит несколько месяцев. Снаружи гнездо увешано различными украшениями (костьми, обрывками). Гнёзда молотоглавов являются одними из наиболее зрелищных птичьих сооружений Африки. В некоторых из этих крупных гнёзд приживаются и другие птицы. Молотоглавы откладывают за раз от трёх до семи яиц, которые высиживают обе птицы на протяжении тридцати дней.